# Virtus Bergamo 1909
L'A.S.D. Virtus Bergamo 1909, meglio nota come Virtus Bergamo, è stata una società calcistica italiana rappresentante le città di Alzano Lombardo e Seriate in provincia di Bergamo.
Questo sodalizio, nato nel 1909 ad Alzano con il nome di Foot-Ball Club Alzano, ha assunto nel corso di oltre un secolo, varie denominazioni a seguito di altrettante fusioni: Alzano Virescit, AlzanoCene 1909, ed infine Virtus Bergamo 1909. Assunse quest'ultima denominazione nell'estate del 2015, allorquando le società AlzanoCene 1909 e Aurora Seriate, decisero di fondersi. Infine, a seguito di fusione con l'U.S.D. Ciserano nel 2019, ha dato vita alla Virtus Ciserano Bergamo 1909, con sede a Ciserano.
In qualità di Alzano Virescit, la società partecipò ad un campionato di Serie B, a sei di Serie C1, a uno di Serie C2 e a due dell'allora CND prima di cessare l'attività dopo aver pagato tutti i debiti per evitare il fallimento.
La sede degli incontri interni era lo stadio Carillo Pesenti Pigna di Alzano Lombardo. I colori sociali erano il bianco e il nero.

## Storia

### Dalle origini al secondo dopoguerra
Il calcio, nella città di Alzano Lombardo, arrivò il 25 luglio 1909 con la formazione della prima rappresentativa calcistica all'interno della Società Ginnica locale. L’affiliazione alla F.I.G.C., venne perfezionata un anno dopo, il 12 aprile 1910, con il Foot-Ball Club Alzano che però non prese parte ad alcun campionato ufficiale ma solo ai tornei approvati dal comitato regionale lombardo F.I.G.C., in quanto non possedeva ancora un campo di gioco dalle dimensioni minime di 90 metri per 50.

Carillo Pesenti Pigna

L'attività agonistica a livello locale e provinciale, proseguì fino all'inizio della prima guerra mondiale, poi, dal dopoguerra con l'arrivo di Carillo Pesenti Pigna alla presidenza nel 1936, la società si dotò di un impianto sportivo valido, e l’Alzano disputò i campionati regionali vincendo da subito la Seconda Categoria. Nel successivo ventennio, la squadra conseguì vari salti di categoria fino ad arrivare alla Prima Categoria Lombardia che era la massima divisione regionale. Dopo la pausa bellica, dovuta all'inizio della Seconda Guerra Mondiale, alla ripresa delle attività agonistiche, l’Alzano nella stagione di Prima Divisione 1947-1948 si rese subito protagonista, dapprima arrivando secondo nel girone C, grazie alle vittorie maturate con il lancio della monetina contro Castro e Vertovese e poi arrivando secondo nel girone finale B vincendo anche qui alla monetina lo spareggio contro la Farese conquistando per la prima volta nella sua storia la promozione in Serie C.
L’esperienza in Serie C però, durò appena un anno e con un ultimo posto maturato nel girone F, i bianconeri retrocessero in Prima Categoria rimanendoci per parecchi anni.

### Dagli anni 1950 agli anni 1990
Tra gli anni 1950 e 1960, la squadra alzanese vide una continua militanza nella Prima Divisione Lombarda, con una retrocessione in Seconda Categoria maturata al termine della stagione 1963-1964, poi, dopo un lustro di incertezze i bianconeri proseguirono la propria discesa agli inferi della Terza Categoria nel 1966.
Con l'inizio degli anni 1970, l'Alzano arrivò a una svolta che in due anni la portò fino in Prima Categoria, ma nel 1978 dopo cinque anni, per la società alzanese iniziò una nuova crisi che porterà i bianconeri alla Terza Categoria nel 1982.
Un anno dopo, nell’estate del 1983, il sindaco della città di Alzano Lombardo e alcuni imprenditori locali lanciarono il “Progetto Alzano” dove, sotto la guida del presidente Lino Scarpellini, nello spazio di un triennio arrivò il ritorno dei bianconeri in Prima Categoria. Nel 1986, con l'inaugurazione del nuovo stadio comunale la presidenza passò a Franco Morotti che portò gli alzanesi in Promozione Lombardia nel 1991 e in Eccellenza un anno dopo.

### L'epoca dell'Alzano Virescit

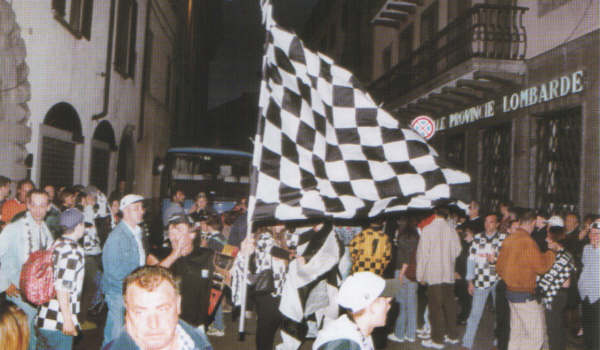
Festeggiamenti per la promozione in Serie B dell'Alzano Virescit

Nell’estate del 1993 il sodalizio, partecipante al campionato di Eccellenza, si fuse con la Virescit Bergamo, squadra del quartiere Boccaleone di Bergamo che aveva disputato diverse stagioni in Serie C, rilevando il titolo sportivo e cambiando la denominazione in Alzano Virescit Football Club 1909.
La nuova società, ripartì dal Campionato Nazionale Dilettanti e nel giro di due stagioni, dal 1994 al 1996, conquistò due promozioni in fila, dapprima vincendo lo spareggio con l'Imolese e poi vincendo la finale dei play-off, nel derby contro i bresciani del Lumezzane. Dopo un triennio in Serie C1, condito anche dalla vittoria della Coppa Italia Serie C nella stagione 1997-1998, i bianconeri, si guadagnarono una storica promozione in Serie B nel 1999 vincendo il girone A con un margine di quattro punti di vantaggio sul Como.

Giacomo Ferrari

La squadra bergamasca, però, in cadetteria con Claudio Foscarini in panchina durò appena un anno e retrocedette anche dalla Serie C1 l'anno dopo, mantenendo però la categoria grazie a un ripescaggio. La stessa cosa successe anche al termine della stagione successiva, nel 2002, fino al 2003 quando a causa di problemi finanziari la società dopo aver perso i play-out contro la Lucchese rinunciò all'iscrizione al campionato di Serie C2 2003-2004 e sparì dal calcio professionistico venendo radiata.

### Dall'AlzanoCene alla Virtus Bergamo
Nell'estate successiva, un gruppo formato da ex dirigenti dell'Alzano Virescit rifondò l'Associazione Sportiva Dilettantistica Football Club Alzano 1909, che ripartì dal campionato di Prima Categoria Lombardia rimanendoci per due anni, poi, durante l'estate 2007, il club si fuse con l'Ardens Cene, costituendo il Football Club AlzanoCene 1909, militante nel girone B dell'Eccellenza Lombardia. Il 13 aprile 2008, con la conquista della promozione in Serie D con tre giornate d'anticipo, i bianconeri vinsero anche il Trofeo Regionale Lombardo il successivo 9 maggio a Verolanuova.
Dal 2008 al 2014, i bianconeri rimasero in Serie D, navigando in posizioni di metà classifica, fino alla retrocessione in Eccellenza dopo i play-out persi contro il Borgomanero. Dall'estate del 2015, dopo aver vinto il proprio girone di Eccellenza, la società si fuse con l'Aurora Seriate diventando Virtus Bergamo 1909.
Al primo anno la nuova compagine bergamasca termina il campionato al sedicesimo posto, evitando i play-out grazie ad un distacco di undici punti dalla diciassettesima classificata. Nel campionato seguente la Virtus Bergamo si classifica al quarto posto e perde la finale play-off del girone. Le due stagioni successive sono concluse al sesto posto.

### La Virtus CiseranoBergamo
Nell'estate del 2019 la Virtus Bergamo decide di fondersi con l'Unione Sportiva Dilettantistica Ciserano, appena retrocesso dalla Serie D. Nasce dunque una nuova squadra denominata Società Sportiva Dilettantistica Virtus CiseranoBergamo 1909. Il nuovo sodalizio assume i colori rosso e blu già utilizzati dalla squadra ciseranese, e pone la propria sede operativa e campo di gioco (stadio Carlo Rossoni) a Ciserano, ponendo fine al legame con i colori e con la sede di Alzano che sempre avevano caratterizzato i precedenti sodalizi.

## Colori e simboli

### Colori
I colori della società, fino al 2019, sono stati il bianco e il nero, già utilizzati dai precedenti sodalizi alzanesi. Dopo la fusione con il Ciserano i colori vengono sostituiti dal rosso e il blu, in precedenza usati dalla squadra ciseranese.
| Anni      | Colori                                                              | Denominazione                      |
| --------- | ------------------------------------------------------------------- | ---------------------------------- |
| 1909-1931 |                                                                     | Foot-Ball Club Alzano              |
| 1931-1936 | Unione Sportiva Alzano                                              |                                    |
| 1936-1937 | Dopolavoro P.Poli Sezione Calcio                                    |                                    |
| 1936-1945 | Dopolavoro Aziendale Cartiere Pigna                                 |                                    |
| 1945-1993 | Football Club Alzano                                                |                                    |
| 1993-2004 |                                                                     | Alzano 1909 Virescit Football Club |
| 2004-2007 | Associazione Sportiva Dilettantistica Football Club Alzano 1909     |                                    |
| 2007-2015 | Associazione Sportiva Dilettantistica Football Club AlzanoCene 1909 |                                    |
| 2015-2019 | Associazione Sportiva Dilettantistica Virtus Bergamo 1909           |                                    |

Evoluzione prima divisa
| 1909-1990 | anni '60 | 1995-1999 | 1999-2000 | 2001-2006 | 2007-2014 | 2014-2015 | 2015-2019 |

Evoluzione seconda divisa
| 1995-2006 | 2007-2014 | 2014-2015 | 2015-2019 |

Evoluzione terza divisa
| 2002-2003 | 2007-2014 | 2014-2015 | 2015-2019 |

Divisa speciale
| Maglia Centenario |

### Simboli ufficiali

#### Stemma
Lo stemma della Virtus Bergamo era uno scudo a pentola che reca nella parte superiore il disegno di un giglio, presente nello stemma comunale di Alzano Lombardo, e l'anno di fondazione del club su una fascia tricolore italiana. Più in basso si trova una fascia contenente il nome della squadra e nella parte inferiore i nomi delle città rappresentate dalla squadra. Nel 2019 la neocostituita Virtus CiseranoBergamo adotta come stemma sempre uno scudo a pentola ma vengono cambiati i colori ed eliminati i simboli al suo interno.

#### Inno
L'inno della squadra è stato l'Inno al Foot-Ball Club Alzano composto da Sala e Petronico all'inizio del Novecento.

## Strutture

### Stadio

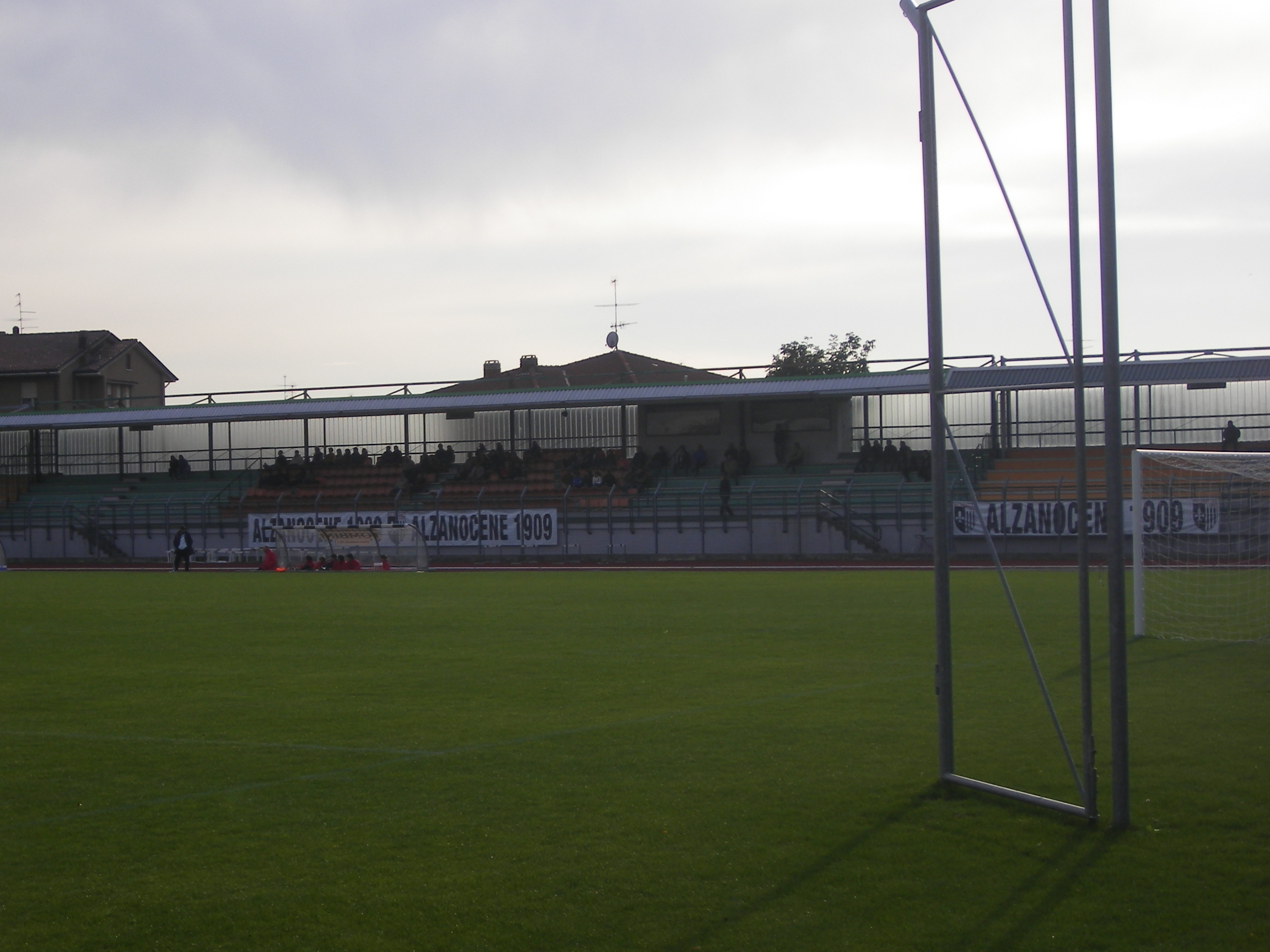
Lo stadio Carillo Pesenti Pigna

L'Alzano ha giocato le partite di casa dal 1909 al 1986 nei campi sportivi presenti nell'area della Cartiera Pigna, divenuti ormai inagibili a causa della scalata alle categorie superiori. Dal 1986 al 2019 la squadra ha utilizzato come campo da gioco lo stadio Carillo Pesenti Pigna di Alzano. Lo stadio venne costruito nel 1984 e inaugurato due anni più tardi, nell'area della Cartiera Pigna. L'impianto venne intitolato a Carillo Pesenti Pigna, presidente del club dal 1936 al 1944. Esso dispone di 1900 posti a sedere, di una copertura, una pista d'atletica e un terreno in erba naturale. Nella stagione 1999-2000 l'Alzano Virescit si trovò a dover disputare il campionato di Serie B e vista l'inadeguatezza del proprio impianto fu costretto a traslocare al più capiente stadio Atleti Azzurri d'Italia di Bergamo.
Dalla stagione 2019-2020 disputa le sue partite interne nello stadio Comunale "Carlo Rossoni" di Ciserano.

## Società

### Sponsor
| Cronologia degli sponsor tecnici - 1978-1996 ... - 1996-2002 Virma - 2002-2003 Erreà - 2003-2004 Inattivo - 2004-2007 ... - 2007-2014 Acerbis - 2014-2015 Nike - 2015-2018 Joma - 2018-2019 Erreà | Cronologia degli sponsor ufficiali - 1981-1996 ... - 1996-2002 Valtellina - 2002-2003 Pigna - 2003-2004 Inattivo - 2004-2007 ... - 2007-2015 Project.it, Sitip - 2015-2018 Project.it, Gelmatic - 2018-2019 Project.it, Radiatori 2000 |

### Settore giovanile
La Virtus Bergamo disponeva di un proprio settore giovanile con squadre che comprendono gli juniores nazionali, gli allievi, i giovanissimi, gli esordienti, i pulcini e i primi calci.
I migliori risultati conseguiti sono stati la vittoria del Campionato Italiano Juniores Dilettanti nel 2016-2017, quella del Campionato Italiano Allievi Dilettanti nel 2014-2015 e la vittoria del Campionato Italiano Allievi Professionisti nel 1996-1997.

## Allenatori e presidenti
Di seguito la cronologia degli allenatori e dei presidenti:
- 1909-1983 ...
- 1983-1986  Angelo Beni
- 1986-1987  Clemente Togni (1ª-?ª)
 Gianni Volpato (?ª-?ª)
- 1987-1989  Giancarlo Consolandi
- 1989-1992  Mario Mutti
- 1992-1993  Mario Mutti (1ª-?ª)
 Valter Donati (?ª-30ª)
- 1993-1996  Oscar Piantoni
- 1996-1997  Oscar Piantoni (1ª-29ª)
 Claudio Foscarini (30ª-34ª e play-out)
- 1997-2000  Claudio Foscarini
- 2000-2001  Claudio Foscarini (1ª-28ª)
 Luciano Miani (29ª-34ª e play-out)
- 2001-2002  Giorgio Rosselli (1ª-12ª)
 Carlo Soldo (13ª-34ª e play-out)
- 2002-2003  Gianpaolo Rossi (1ª-29ª)
 Davide Roncaglia (30ª-34ª e play-out)
- 2004-2006  Angelo Beni
- 2006-2007  Paolo Gustinetti
- 2007-2008  Mario Astolfi
- 2008-2009  Roberto Crotti
- 2009-2010  Roberto Crotti (1ª-13ª)
 Oscar Piantoni (13ª-34ª e play-off)
- 2010-2011  Alessandro Imberti (1ª-4ª)
 Marco Sgrò (5ª-34ª)
- 2011-2012  Giorgio Mastropasqua (1ª-12ª)
 Giacomo Mignani (12ª-38ª)
- 2012-2013  Giacomo Mignani
- 2013-2014  Giacomo Mignani (1ª-8ª)
 Luciano De Paola (8ª-34ª e play-out)
- 2014-2015  Luca Inversini
- 2015-2016  Luca Inversini (1ª-12ª)
 Armando Madonna (13ª-38ª)
- 2016-2018  Armando Madonna
- 2018-2019  Andrea Bruniera

- 1909-1922 ...
- 1922-1926  Giuseppe Chiesa
- 1926-1928  Arturo Timossi
- 1928-1930  Mario Franz
- 1930-1936  Domenico Terzi
- 1936-1944  Carillo Pesenti Pigna
- 1944-1946  Mario Paglia
- 1946-1952  Giovanni Reich
- 1952-1954  Mario Nani
- 1954-1959  Erminio Bazzoli
- 1959-1964  Claudio Pellicioli
- 1964-1970  Pietro Lungo
- 1970-1977  Gianfranco Andreini
- 1977-1978  Fausto Zanoli
- 1978-1979  Federico Rizzini
- 1979-1982  Natale Bonacina
- 1982-1983  Natale Bonacina
 Franco Morotti (mag.-ago.)[6]
- 1983-1986  Aquilino Scarpellini
- 1986-2002  Franco Morotti
- 2002-2003  Franco Morotti
 Leonardo Piccinini (gen.-giu.)
- 2004-2007  Gianluigi Bonomi
- 2007-2011  Gianluigi Bonomi -  Giancarlo Pezzoli
- 2011-2015  Indro Scarpellini
- 2015-2019  Ezio Morosini

## Calciatori

### Capitani
- ... (1909-1993)
- Armando Madonna (1993-2002)
- ... (2002-2003)
- Inattivo (2003-2004)
- ... (2004-2007)
- Giacomo Mignani (2007-2011)
- ... (2011-2014)
- Roberto Previtali (2014-2015)
- Alessio Germani (2015-2019)
- Riccardo Cazzola (2022-presente)

## Palmarès

### Competizioni nazionali
- Coppa Italia Serie C: 1

1997-1998

### Competizioni interregionali
- Serie C1: 1

1998-1999 (girone A)
- Campionato Nazionale Dilettanti: 1

1994-1995 (girone C)

### Competizioni regionali
- Eccellenza: 2

2007-2008 (girone B), 2014-2015 (girone B)
- Prima Categoria: 2

1959-1960 (girone B), 1960-1961 (girone C)
- Seconda Categoria: 2

1984-1985 (girone D), 1987-1988 (girone C)
- Seconda Divisione: 1

1937-1938 (girone D)
- Campionato italiano di terza divisione: 1

1932-1933 (girone G)

### Competizioni provinciali
- Terza Categoria: 1

1983-1984 (girone F)

### Competizioni giovanili
- Campione Italiano Juniores Dilettanti: 1

2016-2017
- Campione Italiano Allievi Dilettanti: 1

2014-2015
- Campione Italiano Allievi Professionisti: 1

1996-1997

### Altri piazzamenti
- Serie C1:

Terzo posto: 1997-1998 (girone A)
- Serie C2:

Terzo posto: 1995-1996 (girone A)
- Serie D:

Secondo posto: 2009-2010 (girone B)
- Campionato Nazionale Dilettanti:

Terzo posto: 1993-1994 (girone C)
- Eccellenza:

Terzo posto: 1992-1993 (girone B)
- Promozione:

Terzo posto: 1990-1991 (girone D)
- Prima Categoria:

Secondo posto: 1973-1974 (girone B), 1989-1990 (girone A)
- Prima Divisione:

Secondo posto: 1945-1946 (girone C)
Terzo posto: 1950-1951 (girone B)
- Seconda Categoria:

Secondo posto: 1970-1971 (girone C)
- Seconda Divisione:

Seconda Divisione: 1948-1949 (girone A)
- Terza Categoria:

Secondo posto: 1921-1922 (girone A), 1968-1969 (girone C), 1969-1970 (girone C)
- Campionato italiano di terza divisione:

Secondo posto: 1925-1926 (girone F)
Terzo posto: 1933-1934 (girone D), 1923-1924 (girone F)
- Coppa Italia Serie D:

Semifinalista: 2021-2022
- Coppa Italia Dilettanti Lombardia:

Semifinalista: 2014-2015
- Campionato Juniores Regionali:

Vicecampione Italiano 2014-2015

## Statistiche e record

### Partecipazione ai campionati

#### Campionati nazionali
| Livello | Categoria                       | Partecipazioni | Debutto   | Ultima stagione | Totale |
| ------- | ------------------------------- | -------------- | --------- | --------------- | ------ |
| 2º      | Serie B                         | 1              | 1999-2000 | 1999-2000       | 1      |
| 3º      | Serie C                         | 1              | 1946-1947 | 1946-1947       | 7      |
| 3º      | Serie C1                        | 6              | 1996-1997 | 2002-2003       | 7      |
| 4º      | Serie C2                        | 1              | 1995-1996 | 1995-1996       | 5      |
| 4º      | Serie D                         | 4              | 2015-2016 | 2018-2019       | 5      |
| 5º      | Serie D                         | 8              | 2008-2009 | 2013-2014       | 10     |
| 5º      | Campionato Nazionale Dilettanti | 2              | 1993-1994 | 1994-1995       | 10     |

#### Campionati regionali
- 24 campionati di primo livello regionale: 13 in Prima Divisione, 2 nel Campionato Regionale Dilettanti, 5 in Prima Categoria 1 in Promozione e 3 in Eccellenza.
- 10 campionati di secondo livello regionale: 1 in Seconda Categoria, 9 in Prima Categoria.

### Partecipazione alle coppe
| Competizione         | Partecipazioni | Debutto   | Ultima stagione | Totale |
| -------------------- | -------------- | --------- | --------------- | ------ |
| Coppa Italia         | 4              | 1998-1999 | 2010-2011       | 4      |
| Coppa Italia Serie C | 7              | 1995-1996 | 2002-2003       | 7      |
| Coppa Italia Serie D | 10             | 2008-2009 | 2018-2019       | 10     |
| Poule Scudetto       | 1              | 1994-1995 | 1994-1995       | 1      |

### Statistiche di squadra
La squadra ha preso parte complessivamente a 84 stagioni sportive. 24 in campionati nazionali ed interregionali; e 60 in campionati regionali. Il livello più alto raggiunto dall'Alzano è stata la Serie B, nella quale conta una sola partecipazione.

### Statistiche individuali
| Record di presenze - 259 Armando Madonna (1993-2002) - 199 Giacomo Ferrari (1994-2000) - 155 Mario Solimeno (1997-2002) - 104 Luigi Martinelli (1997-2001) | Record di reti - 92 Giacomo Ferrari (1994-2000) |

## Tifoseria

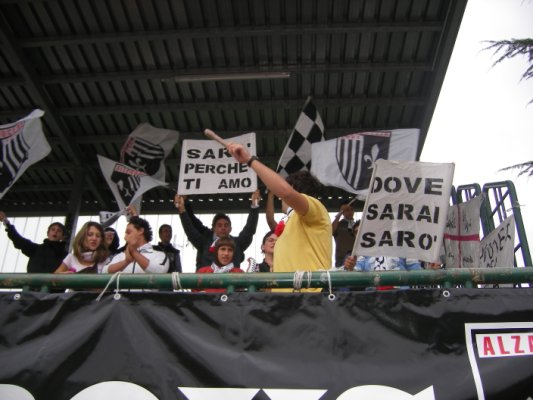
Lost Boys

I Lost Boys nascono nel 2000 da una scissione dal gruppo storico del tifo alzanese. Seguono per due anni l'Alzano Virescit in tutte le trasferte e si confrontano con tifoserie ben più blasonate e importanti.
Dopo la cessata attività il gruppo non si scioglie e una parte, per motivi personali, si presta per una stagione a seguire il Lecco.
Quando Alzano, nel 2003, ritrova la propria squadra di calcio, i Lost Boys sono l'unico gruppo ultras alzanese a ritornare per sostenere i bianconeri, ripartiti dalla Prima Categoria.
Seguono dapprima l'Alzano e poi l'AlzanoCene fino al 2015, anno della fusione con l'Aurora Seriate, per poi cessare la propria presenza.